# (46) Hestia
(46) Hestia ist ein Asteroid des mittleren Hauptgürtels, der am 16. August 1857 vom englischen Astronomen Norman Robert Pogson am Observatorium im Hartwell House, Buckinghamshire, entdeckt wurde.
Der Asteroid wurde benannt nach Hestia, einer der Hesperiden, Töchter von Hesperis und Atlas. Weitere sind Aigle und Arethusa. Sie waren die Wächterinnen der goldenen Äpfel, die Hera von Zeus an ihrem Hochzeitstag geschenkt worden waren. Die Benennung erfolgte durch Admiral William Henry Smyth, den früheren Besitzer des 5-Zoll-Refraktors, mit dem Pogson die Entdeckung machte. Smyth hatte das Teleskop an den Besitzer von Hartwell House verkauft, wo es 1829 aufgestellt worden war. Pogson hatte die Erlaubnis, das Teleskop in seiner Freizeit zu benutzen. Er sagte über Smyth: „who obligingly complied with my request to stand God-father to this first offspring of his former telescope (der meiner Bitte, Pate dieses ersten Sprösslings seines ehemaligen Teleskops zu werden, pflichtgemäß nachkam).“

## Wissenschaftliche Auswertung
Mit Daten radiometrischer Beobachtungen im Infraroten am Cerro Tololo Inter-American Observatory in Chile und am Mauna-Kea-Observatorium auf Hawaiʻi im Jahr 1974 sowie am Kitt-Peak-Nationalobservatorium in Arizona im März 1976 wurden für (46) Hestia erstmals Werte für den Durchmesser und die Albedo von 127 bis 134 km und 0,03 bestimmt. Aus Ergebnissen der IRAS Minor Planet Survey (IMPS) wurden 1992 Angaben zu Durchmesser und Albedo für zahlreiche Asteroiden abgeleitet, darunter auch (46) Hestia, für die damals Werte von 124,1 km bzw. 0,05 erhalten wurden. Radarastronomische Untersuchungen am Arecibo-Observatorium vom 12. bis 15. November 1982 und am 22. und 23. November 2002 bei 2,38 GHz ergaben einen effektiven Durchmesser von 124 ± 9 km. Die Radarechos schienen von einer im Millimeter- bis Zentimeterbereich sehr glatten Oberfläche reflektiert worden zu sein. Eine Auswertung von Beobachtungen durch das Projekt NEOWISE im nahen Infrarot führte 2011 zu vorläufigen Werten für den Durchmesser und die Albedo im sichtbaren Bereich von 124,0 km bzw. 0,05. Ein Vergleich von Daten, die von 1978 bis 2011 an der Sternwarte Ondřejov in Tschechien und am Table Mountain Observatory in Kalifornien gesammelt wurden, mit den Daten von NEOWISE führte 2012 zu Werten für den Durchmesser und die Albedo von 124,1 km bzw. 0,05. Nach neuen Messungen mit NEOWISE 2012 wurden die Werte auf 131,5 km bzw. 0,05 korrigiert. Nach der Reaktivierung von NEOWISE im Jahr 2013 und Registrierung neuer Daten wurden die Werte 2016 angegeben mit 130,4 oder 134,9 km bzw. 0,04, diese Angaben beinhalten aber hohe Unsicherheiten.
Photometrische Beobachtungen von (46) Hestia fanden erstmals statt in einer Zusammenarbeit vom 24. Oktober bis 12. November 1978 am Osservatorio Astronomico di Torino in Italien und am 5. Dezember 1978 am Table Mountain Observatory in Kalifornien. Die Turiner Beobachtungen ließen zunächst auf eine Rotationsperiode von 20,5 h schließen, aber die etwa einen Monat danach stattgefundene Messung in Kalifornien deutete auf einen längeren Wert von 20,6 oder 21,0 h hin. Es wurde schließlich als bestes Ergebnis eine Rotationsperiode von 21,04 h gefunden. Vom 12. November bis 19. Dezember 1982 wurden wieder Beobachtungen am Table Mountain Observatory durchgeführt. Die in vier Nächten gewonnenen Daten waren zwar nicht ausreichend, um daraus eine unabhängige Bestimmung der Rotationsperiode zu erhalten, aber sie zeigten im Großen und Ganzen eine Übereinstimmung mit der vier Jahre zuvor erhaltenen Lichtkurve.
Neue Beobachtungen erfolgten erst wieder fast 30 Jahre später vom 27. Januar bis 13. April 2012 am Organ Mesa Observatory in New Mexico. Die aus der detaillierten Lichtkurve abgeleitete Rotationsperiode zeigte mit 21,040 h eine ausgezeichnete Übereinstimmung mit dem früheren Ergebnis. Auch eine weitere Beobachtung vom 2. Mai bis 13. Juni 2017 ergab einen ähnlichen Wert von 21,036 h.
Nach einer dritten Beobachtungskampagne am Organ Mesa Observatory vom 18. September bis 28. November 2018, bei der eine Rotationsperiode von 21,039 h gefunden wurde, konnte dann in einer Untersuchung von 2019 mit der Methode der konvexen Inversion aus den archivierten Lichtkurven der Jahre 1978 bis 2018 in Verbindung mit weiteren Daten des United States Naval Observatory (USNO) in Arizona ein dreidimensionales Gestaltmodell des Asteroiden erstellt werden. Außerdem konnten zwei alternative Lösungen für die Position der Rotationsachse mit prograder Rotation und einer Periode von 21,04010 h errechnet werden.

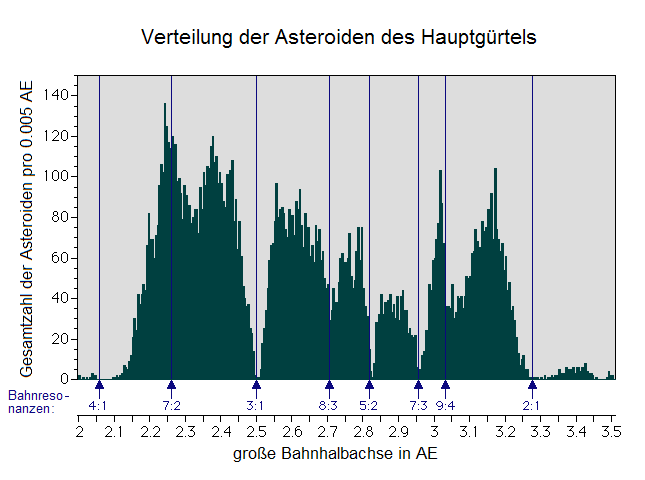
Verteilung der Asteroiden nach ihrer Großen Halbachse. Die Hestia-Lücke liegt bei 2,5 AE

Die Auswertung astrometrischer Daten, die bei der Begegnung von (46) Hestia mit anderen Asteroiden von der Raumsonde Gaia aufgezeichnet wurden, führte in einer Untersuchung von 2007 zu einer Abschätzung der Masse von (46) Hestia zu 2,39·1018 kg bei einer Unsicherheit von ±2 %. Abschätzungen von Masse und Dichte für den Asteroiden (46) Hestia aufgrund von gravitativen Beeinflussungen auf Testkörper ergaben dann in einer Untersuchung von 2012 eine Masse von etwa 5,99·1018 kg, was mit einem angenommenen Durchmesser von etwa 125 km zu einer Dichte von 5,81 g/cm³ führte bei keiner Porosität. Diese Werte besitzen eine Unsicherheit im Bereich von ±14 %.

## Hestia-Lücke
(46) Hestia bewegt sich auf ihrer Umlaufbahn mit einer Großen Halbachse von etwa 2,53 AE knapp außerhalb einer auffälligen Lücke in der Verteilung der Asteroiden, die daher auch den Namen Hestia-Lücke erhielt. Diese liegt bei einem Wert der Großen Halbachse von 2,50 AE und entsteht durch eine störende 3:1-Bahnresonanz mit dem Planeten Jupiter. Sie definiert die Grenze zwischen dem inneren und dem mittleren Asteroiden-Hauptgürtel.